# Amorphoscelis punctata
Amorphoscelis punctata es una especie de mantis de la familia Amorphoscelidae.

## Distribución geográfica
Se encuentra en Etiopía.